# Tulare megye
Tulare megye az Amerikai Egyesült Államokban, azon belül Kalifornia államban található. Lakosainak száma 473 117 fő (2020. április 1.). Tulare megye Kings, Fresno, Kern és Inyo megyékkel határos.

## Népesség
A megye népességének változása:
| Lakosok száma | 443 342 | 447 705 | 451 043 | 454 143 | 459 863 | 466 195 | 473 117 |
|               | 2010    | 2011    | 2012    | 2013    | 2015    | 2019    | 2020    |